# Chorwackie Muzeum Sztuki Naiwnej
Chorwackie Muzeum Sztuki Naiwnej (chorw. Hrvatski muzej naivne umjetnosti) – muzeum sztuki w Zagrzebiu, uznawane za najstarsze na świecie muzeum sztuki naiwnej.

## Historia
Muzeum zostało założone w 1952 roku jako Galeria Sztuki Chłopskiej. W 1956 roku zostało przemianowane na Galerię Sztuki Prymitywnej, a od 1994 roku, na mocy decyzji parlamentu chorwackiego, funkcjonuje jako Chorwackie Muzeum Sztuki Naiwnej. Od momentu powstania placówka prowadzona była zgodnie z zasadami muzealnictwa i dlatego uznawana jest za najstarsze muzeum sztuki naiwnej na świecie.

## Zbiory
Zbiory muzeum obejmują 1900 dzieł sztuki – obrazów, rzeźb, druków i 400 rysunków. Na wystawie stałej prezentowanych jest 80 obrazów, rzeźb i rysunków autorstwa piętnastu twórców chorwackiej sztuki naiwnej powstałych w okresie od lat 30. do 80. XX wieku:
- Ivana Generalića (1914–1992) – prekursora prymitywizmu w Chorwacji
- Mirko Viriusa (1889–1943)
- Dragana Gažiego (1930–1983)
- Ivana Večenaja (1920–2013)
- Mijo Kovačića (ur. 1935)
- Martina Mehkeka (1936–2014)
- Ivana Lackovića Croaty (1931–2004)
- Josipa Generalića (1936–2004)
- Slavko Stolnika (1929–1991)
- Ivana Rabuzina (1921–2008)
- Emerika Feješa (1904–1969)
- Petara Smajića (1910–1985)
- Matiji Skurjeniego (1898–1990)
- Eugena Buktenicy (1914–1997)
- Draga Juraka (1911–1994)

W muzeum znajdują się również prace artystów zagranicznych, m.in.: polskiego malarza Nikifora Krynickiego (1895–1968), holenderskiego Willema van Genka (1927–2005), rosyjskiego Pavla Leonova (1920–2011), japońskiego Taiziego Harady (ur. 1940), niemieckiego Ericha Bödekera (1904–1971), malarzy francuskich Germaina van der Steena (1897–1985) i Simona Schwartzenberga (1895–1990), włoskich Enrico Benassiego (1902–1978) i Pietro Ghizzardiego (1906–1986), rzeźbiarzy serbskich Bogosava Živkovića (1920–2005) i Milana Stanisavljevića (ur. 1944), a także bośniackiej rzeźbiarki Sofiji Naletilić-Penavušy (1913–1994).